# Мирошниченко, Иван Николаевич
Иван Николаевич Мирошниченко (род. 4 февраля 2004, Уссурийск, Приморский край) — российский хоккеист, нападающий. Мастер спорта России (2023).

## Биография
Начинал заниматься хоккеем в Уссурийске, затем — в ВДВ (Воронеж). Сезон 2013/14 начал в школе московского «Спартака», затем перешёл в подольский «Витязь». 27 декабря 2020 года перешёл в омский «Авангард» и на следующий день дебютировал за команду «Омские ястребы» в МХЛ. Со следующего сезона стал играть в ВХЛ за «Омские крылья». В начале 2022 года у Мирошиченко была диагностирована лимфома Ходжкина. Пройдя лечение в Германии, он в июне вернулся к тренировкам.
В июле на драфте НХЛ был выбран в 1-м раунде под 20-м номером клубом «Вашингтон Кэпиталз», с которым 1 мая 2023 года подписал трёхлетний контракт. Сезон 2023/24 начал в фарм-клубе «Херши Бэрс» из AHL, 20 декабря дебютировал в НХЛ. 7 марта 2024 года в своём пятом матче набрал своё первое очко в НХЛ, забросив шайбу в ворота «Питтсбург Пингвинз». Всего в сезоне 2023/24 набрал 6 очков (2+4) в 21 матче за «Кэпиталз».
Серебряный призёр юниорского чемпионата мира 2021 года. Победитель хоккейного турнира зимних юношеских Олимпийских игр 2020 года.

## Достижения
| Год  | Команда    | Достижение    |
| АХЛ  | АХЛ        | АХЛ           |
| ---- | ---------- | ------------- |
| 2024 | Херши Бэрс | Кубок Колдера |